# Jesse McCartney
Jesse McCartney (sinh ngày 9 tháng 4 năm 1987) là một ca sĩ, nhạc sĩ nhạc pop người Mỹ và là một diễn viên đoạt giải Daytime-Emmy. McCartney bắt đầu trở nên nổi tiếng trong những năm đầu 2000, được biết đến như một thành viên của ban nhạc Dream Street, và sau đó tách ra để tập trung và sự nghiệp hát đơn, góp mặt trong sêri phim truyền hình Summerland.

## Tiểu sử
McCartney đã được sinh ra ở Westchester, New York, Mỹ, cha mẹ anh là Scott và Ginger McCartney. Ông bà ngoại của anh là Dick và Joyce Sarber, từ Medocino, California. McCartney là một tín đồ đạo Cơ Đốc. Vào năm 1988, gia đình anh chuyển về Ardsley, Westchester, New York, nơi anh đã lớn lên với một em trai Timothy ("Timmy") Glover Mark McCartney (20 tháng 12 năm 1996) và một em gái Lea Joyce McCartney (7 tháng 7 năm 1991).

## Sự nghiệp âm nhạc

### Khởi đầu sự nghiệp
Vào năm 1999, McCartney tham gia nhóm nhạc nam người Mỹ Dream Street và là thành viên đến năm 2002. Jesse McCartney đã miêu tả những kinh nghiệm như là một "bước khởi đầu tốt đẹp" cho sự nghiệp hát đơn của anh. Nhóm nhạc này giành được đĩa vàng với CD đầu tiên, và tan rã khi đang lưu diễn cùng Aaron Carter. Năm 15 tuổi, Jesse đã bắt đầu làm việc cho sự nghiệp hát đơn của mình với một ban nhạc địa phương, gồm những nhạc công Dillon Kondor (chơi trống), Peter Chema (bass), Katie Spencer (các loại đàn phím), Alex Russeku (chơi trống), Karellila LaGravinese (giọng nền) và Sharisse Francisco (giọng nền), dưới sự quản lý của Ginger McCartney và Sherry Goffin Kondor, những người đồng sản xuất album thứ nhất của anh, Beautiful Soul.
McCartney đã phát hành đĩa đơn đầu tiên vào tháng 7 năm 2003. Album này bao gồm ba bài hát: "Beautiful Soul", "Don't You" và "Why Don't You Kiss Her". Vào năm 2004, anh đã trình diễn bản song ca với Anne Hathaway, "Don't Go Breaking My Heart", bài hát nằm trong đĩa nhạc phim Ella Enchanted.

### Beautiful Soul (2004–2006)
Album đầu tiên của anh, Beautiful Soul (Tâm Hồn Đẹp), sau 2 năm để hoàn thành đã được tung ra vào ngày 28 tháng 9 năm 2004. Album bao gồm 4 bài hát đồng tác giả Jesse McCartney, "That Was Then", "Get Your Shine On", "What's Your Name" và "She's No You", cũng được viết bởi Desmond Child và Chris Braide. Bài hát chủ đề đạt đến #2 trên AOL và video "Beautiful Soul" đã được trình chiếu tại TRL, được bầu chọn lên top 10 50 lần, và đạt được thứ hạng cao nhất là #4. Album này đã bán được 1,5 triệu bản, đạt được đĩa bạch kim.

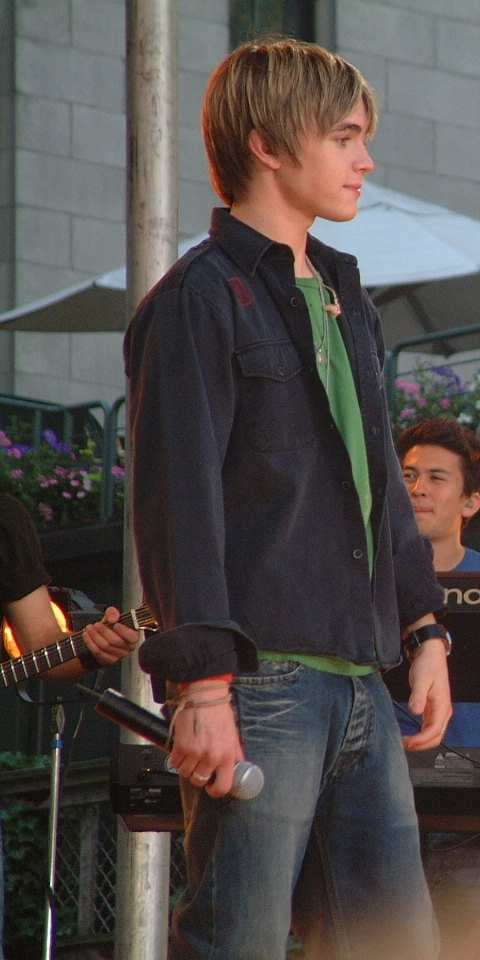
McCartney tại buổi trình diễn ở Bryant Park, 24 tháng 6 năm 2005

Chuyến lưu diễn đầu tiên của Jesse, cũng mang tên "Beautiful Soul" (được mở ra bởi ca sĩ/ nhạc sĩ và diễn viên Brie Larson) bắt đầu vào ngày 2 tháng 5 năm 2005 tại sân khấu Crest ở Sacramento, California. Phần lưu diễn ở Mỹ của chuyến lưu diễn dừng lại ở 56 địa điểm, kết thúc vào ngày 10 tháng 10 tại Madera District County Fair ở Madera, California. Jesse McCartney cũng trình diễn tại nhiều công viên giải trí, có cả Six Flags và Canada's Wonderland, và đã trình diễn bài "Beautiful Soul" khi được mời làm khách trong vài talk show buổi tối, bao gồm "The Tonight Show with Jay Leno".
Chuyến lưu diễn này cùng với một ban nhạc mới, bao gồm Dory Lobel (guitar), Zane Carney (guitar), Andre De Santanna (giọng nền), Mitchell Yoshida (các loại đàn phím), Karen Teperberg (chơi trống), Margeaux "JoJo" Fernandez (giọng bè) and Julie Dickens (giọng bè). Vào mùa thu năm 2005, Jesse McCartney lưu diễn tại Úc, và cùng với Backstreet Boys ở Châu Âu, mùa hè năm 2005. Ngày 9 tháng 7, sự góp mặt của anh tại Paramount's Great America, Santa Clara, California đã được ghi hình như một CD diễn live và được phát hành vào tháng 11 năm 2005, đó là CD hòa nhạc đầu tiên của anh.

### Right Where You Want Me (2006- 2008)
Album mới nhất của anh, tiêu đề Right Where You Want Me (Tại Nơi Người Muốn Tôi), đã được phát hành bởi hãng Hollywood Records vào ngày 19 tháng 9 năm 2006. Single đầu tiên của album, cũng tên là "Right Where You Want Me", được phát sóng trên radio vào ngày 11 tháng 7 năm 2006 và được viết bởi Jesse McCartney, Adam Watts và Andy Dodd; McCartney, người đồng sáng tác tất cả bài hát trong album, đã nói rằng anh tin rằng single này đưa anh đến "phương hướng âm nhạc mới". Video cho single thứ hai của anh Just So You Know có thể xem được ở trang http://www.jessemac.com.au/ Lưu trữ ngày 25 tháng 10 năm 2007 tại Wayback Machine. Bài hát "Invincible" từ album mới của Jesse được viết bởi Jesse McCartney bởi những hồi ức về một người bạn trung học (nam sinh) đã mất vào năm 2001 khi đang uống rượu và lái xe. Tuy thuộc sự quản lý của anh nhưng McCartney sẽ không phát động chuyến lưu diễn mới do không đủ sự ủng hộ từ công ty thu âm của anh, anh đã biểu diễn nhiều buổi diễn khác nhau tại Ý và Mỹ. Album mới này cũng có thể được tải ở Yahoo Music ở dạng MP3.

### Departure (2008-2009)

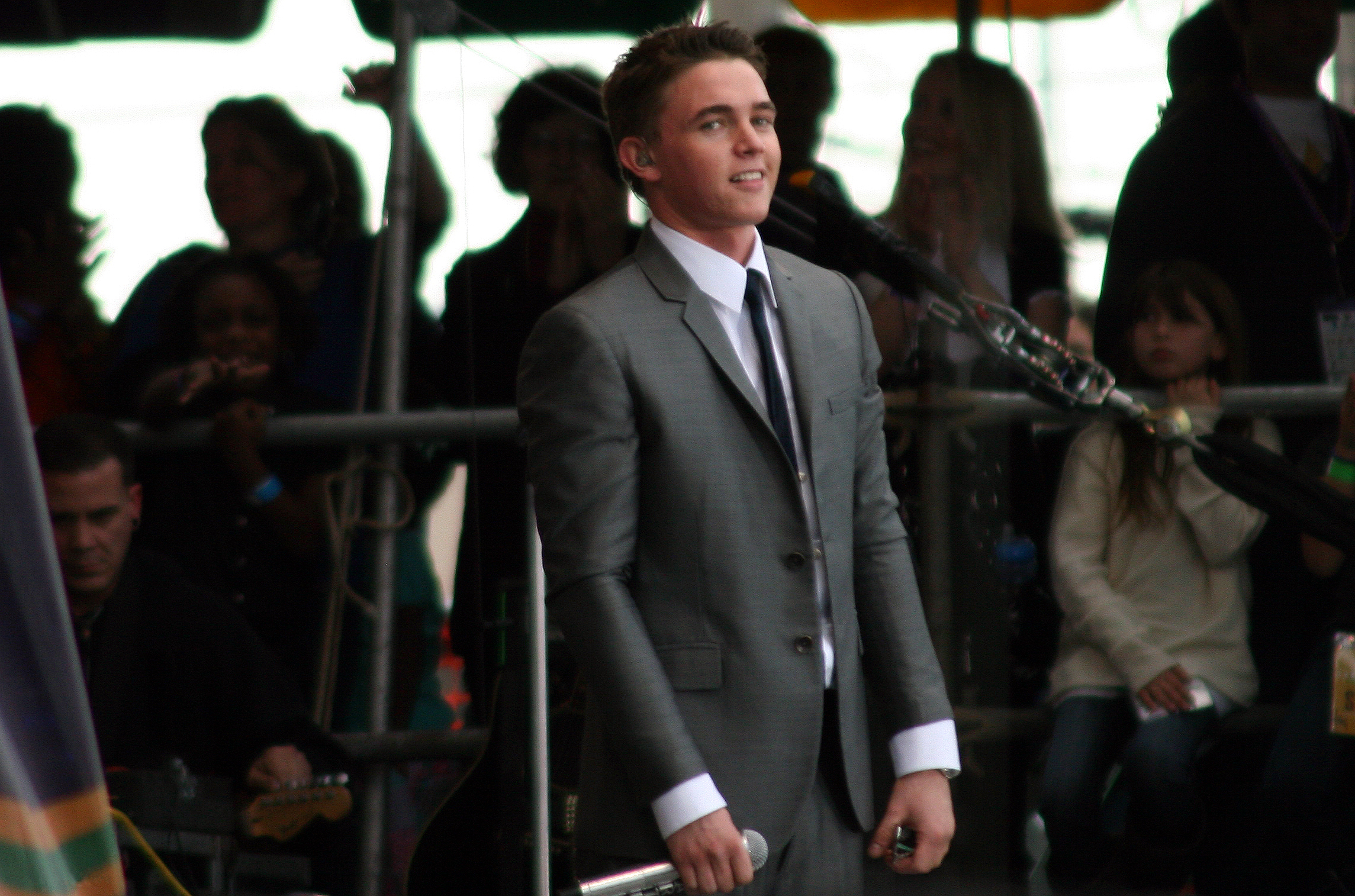
McCartney biểu diễn tại Metarie, Louisiana ngày 15 tháng 2 năm 2009

Jesse McCartney phát hành album thứ 3, Departure (Khởi Hành) vào 20 tháng 5 năm 2008 ở Mỹ và Canada. Có thể nói, đây là sự chuyển hướng so với trước đó, thể hiện 1 Jesse McCartney trưởng thành. Album đã xếp thứ 14 trên bảng xếp hạng Billboard 200.
Đĩa đơn chính của album là "Leavin'" được phát hành vào tháng 3 năm 2008, đã đạt được vị trí thứ 10 trên bảng xếp hạng Billboard Hot 100. Đây cũng là đĩa đơn xếp thứ hạng cao nhất của Jesse McCartney cho đến nay. Đĩa đơn này đã nhận được chứng nhận bạch kim của RIAA, trở thành đĩa đơn có chứng nhận cao nhất của Jesse McCartney cho đến đầu năm 2009."It's Over". Đĩa đơn thứ 3 có tên gọi "How Do You Sleep?". McCartney quảng bá cho Departure trong tour diễn cùng với Jordin Sparks bắt đầu từ tháng 8 năm 2008 và kết thúc vào tháng 9 cùng năm. Anh cũng thực hiện các show diễn riêng tại các nhà hát và tổ chức những cuộc gặp mặt nhỏ trong khi đi tour.
McCartney phát hành lại "Departure" vào 7 tháng 4 năm 2009. Album "Departure: Recharged" có thêm 4 bài hát mới: "Body Language", "Oxygen", "Crash & Burn", and "In My Veins". Album này cũng có một bản remix của bài "How Do You Sleep?" cùng với rapper/diễn viên Ludacris.

## Sự nghiệp phim ảnh
McCartney bắt đầu trình diễn ở những hội diễn địa phương năm 7 tuổi, trước khi tham gia vào Chuyến Đi Quốc gia của The King and I vằn năm 10 tuổi cùng với ngôi sao của Phil Of The Future, Ricky Ullman. Sau đó anh đã xuất hiện với Roger Daltrey của nhóm The Who ở A Christmas Carol tại Madison Square Garden. Từ năm 1998 đến năm 2001, McCartney đóng vai Adam Chandler, Jr. trong chương trình truyền hình All My Children của ABC, vai diễn mà anh đã nhận được giải Daytime Emmy. Sau đó anh cũng đóng trong sê ri phim ngắn Summerland, bộ phim đã được trinh chiếu trên mạng lưới The WB 2 phần. McCartney cũng vào vai cùng với Elisabeth Harnois trong một bộ phim teen độc lập được đạo diễn bởi Todd Kessler, Keith, quay vào cuối 2005 đến đầu 2006, bao gồm Jesse McCartney ở nhan đề. Đến bây giờ, không có một thông báo phát hành chính thức nào được ra mắt. Anh cũng là diễn viên lồng tiếng cho Roxas trong Kingdom Hearts II.
Vào mùa hè năm 2007, anh xuất hiện trong 1 tập phim của sêri Hannah Montana có tiêu đề "When You Wish You Were A Star", khi anh đóng vai chính anh làm bạn trai của Hannah Montana. Anh cũng đóng vai chính mình trong một tập phim của sêri The Suite Life Of Zack And Cody. Anh lồng tiếng cho Theodore trong phim Alvin and the Chipmunks (năm 2007), Alvin and the chipmunks: The Squeakquel (năm 2009). Anh còn lồng tiếng cho Terence trong phim Tinker Bell (năm 2008), Tinker Bell and the lost treasure (năm 2009).

## Hoạt động từ thiện
Năm 2004, Jesse McCartney tham gia vào bài hát "Come Together Now", một single từ thiện để ủng hộ những nạn nhân của cơn sóng thần Tsunami năm 2004 và cơn bão Katrina năm 2005.
Năm 2005, McCartney đăng ký làm người ủng hộ chính thức của Little Kids Rock, một tổ chức phi lợi nhuận cung cấp nhạc cụ và dạy học miễn phí cho trẻ em ở các trường công ở khắp nước Mỹ. Anh là thành viên Ban Giám đốc Danh dự của LRK.
Anh đã quyên góp tiền thu được từ chuyến lưu diễn năm 2005 cho các nỗ lực cứu viện thảm họa, thu âm radio để quảng bá chiến dịch "Kids For A Drug-Free America", đóng vai trò phát thanh viên cho Bệnh viện St. Jude Children's Research và còn tham gia tổ chức từ thiện SPACE, nơi đã được đồng thành lập bởi một người bạn thuở nhỏ của mẹ anh. Jesse trình diễn tại buổi hòa nhạc Hope Rocks năm 2005 để ủng hộ City of Hope Cancer Center.

## Cuộc sống riêng
McCartney, người đã hẹn hò với Katie Cassidy trong 2 năm rưỡi qua, cuối cùng cũng đã chấm dứt mối quan hệ. Jesse thông báo trên TRL rằng anh đã chính thức là một "anh chàng độc thân". Họ chia tay vì sự khó khăn khi xa cách và Jesse đi lưu diễn. Hai người vẫn là bạn bè, và Cassidy nói rằng cô sẽ đợi xem tương lai mang đến những gì.

## Sự nghiệp phim ảnh
| Năm       | Tựa phim                                  | Vai diễn                          | Ghi chú                                           |
| --------- | ----------------------------------------- | --------------------------------- | ------------------------------------------------- |
| 1998–2001 | All My Children                           | Adam Junior / JR Chandler, Jr. #4 |                                                   |
| 2000      | Law & Order                               | Danny Driscoll                    | "Thin Ice" (Phần 11, tập 8)                       |
| 2001      | The Pirates of Central Park               | Simon Baskin                      | Vai chính                                         |
| 2002      | The Biggest Fan                           | (Chính mình)                      |                                                   |
| 2003      | Pizza (phim)                              | Justin Bridges                    | Vai phụ                                           |
| 2004–2005 | Summerland                                | Bradin Westerly                   | Vai chính                                         |
| 2004      | What I Like About You                     | (Chính mình)                      | "The Not So Simple Life" (Phần 3, tập 3)          |
| 2005      | Punk'd                                    | (Chính mình)                      | 2 tập                                             |
| 2005      | The Suite Life of Zack & Cody             | (Chính mình)                      | "Rock Star in the House" (Phần 1, tập 17)         |
| 2005      | Kingdom Hearts II                         | Roxas                             | Lồng tiếng "Video Game"                           |
| 2005      | Up Close (DVD)                            | (Chính mình)                      | Tư liệu                                           |
| 2005      | Live: The Beautiful Soul Tour             | (Chính mình)                      | "Concert Film"                                    |
| 2006      | Schooled                                  | (Chính mình)                      | Khách mời                                         |
| 2006      | Celebrity Duets                           | (Chính mình)                      | Khách mời                                         |
| 2006      | All My Children                           | (Chính mình)                      | Khách mời                                         |
| 2007      | Hannah Montana                            | (Chính mình)                      | "When You Wish You Were the Star" (Phần 2, tập 5) |
| 2007      | Alvin and the Chipmunks                   | Theodore                          | Lồng tiếng                                        |
| 2008      | Dance on Sunset                           | (Chính mình)                      | Khách mời                                         |
| 2008      | Horton Hears a Who!                       | JoJo                              | Lồng tiếng                                        |
| 2008      | 3 Pigs & a Baby                           | Lucky                             | Lồng tiếng                                        |
| 2008      | Keith                                     | Keith Zetterstrom                 | Vai chính                                         |
| 2008      | Dancing with the Stars (U.S. TV series)   | (Chính mình)                      | Khách mời                                         |
| 2008      | Tinker Bell                               | Terrence                          | Lồng tiếng                                        |
| 2008      | Law & Order: SVU                          | Max Matarazzo                     | "Babes" (Phần 10, Tập 6)                          |
| 2008      | The Hardy Boys: The Hidden Theft          | Frank Hardy                       | Lồng tiếng "Video Game"                           |
| 2009      | Greek                                     | Andy                              | 6 tập                                             |
| 2009      | Kingdom Hearts 358/2 Days                 | Roxas                             | Lồng tiếng "Video Game"                           |
| 2009      | Alvin and the Chipmunks 2: The Squeakquel | Theodore                          | Lồng tiếng                                        |

## Giải thưởng và đề cử
- 1998: Đề cử: Grammy Award for Best Children's Album (for How Sweet It Is as part of the Sugar Beats)
- 2001: Chiến thắng: Young Artist Award - Best Performance in a Daytime TV Series - Young Actor
- 2001: Đề cử: Soap Opera Digest Award - Outstanding Child Actor
- 2001: Đề cử: Daytime Emmy - Outstanding Younger Actor in a Drama Series
- 2002: Chiến thắng: Young Artist Award - Best Performance in a Daytime TV Series - Young Actor
- 2002: Đề cử: Daytime Emmy - Outstanding Younger Actor in a Drama Series
- 2005: Chiến thắng: Teen Choice Awards - Choice Male Artist[5]
- 2005: Chiến thắng: Teen Choice Awards - Choice Breakout Artist - Male[5]
- 2005: Chiến thắng: Teen Choice Awards - Choice Crossover Artist[5]
- 2005: Đề cử: MTV Video Music Awards - Best Pop Video for "Beautiful Soul"
- 2005: Chiến thắng: Radio Disney Music Awards - Best Song to Put on Repeat
- 2005: Đề cử: American Music Awards - Best New Artist
- 2005: Chiến thắng: Radio Disney Music Awards - Best Karaoke Song
- 2005: Chiến thắng: Radio Disney Music Awards - Best Male Singer
- 2006: Chiến thắng: Kids Choice Awards Award - Favorite Male Singer[6]
- 2006: Chiến thắng: TRL Awards Italy - Best "Tear" Award
- 2007: Đề cử: Kids Choice Awards Award Italy - Best International Artist
- 2007: Đề cử: TRL Awards Italy - Best Male Singer
- 2007: Đề cử: TRL Awards Italy - Best Video for "Just So You Know"
- 2007: Đề cử: Kids Choice Awards Award - Favorite Male Singer
- 2007: Chiến thắng: Radio Disney Music Awards - Best Male Singer
- 2008: Đề cử: TRL Awards Italy - Man of the Year
- 2008: Đề cử: Teen Choice Awards - Choice Male Artist
- 2008: Đề cử: Teen Choice Awards - Choice Most Fanatic Fans
- 2008: Đề cử: Teen Choice Awards - Choice Summer Song (Leavin')
- 2009: Chiến thắng: Kids Choice Awards - Best Male Singer